# Manfred Zylla
Manfred Zylla (* 1939 in Augsburg) ist ein deutscher Künstler und Aktivist, der hauptsächlich in Südafrika arbeitete und ausstellte.

## Leben
Manfred Zylla kam 1970 nach Südafrika und schuf ein Werk, das in seinen politischen und sozialen Inhalten schonungslos direkt war und das Apartheidsystem der Nationalen Partei scharf kritisierte. Manfred Zylla griff aktuelle Themen wie die Aufstände in Soweto 1976 und die nachfolgenden Ereignisse in den turbulenten 1980er Jahren direkt auf. 
Bekannt wurde Manfred Zylla vor allem durch seine Zeichnungsserie Inter-action, die 1982 im Community Arts Centre in Kapstadt ausgestellt wurde (das Community Arts Project (CAP) gibt es nicht mehr). Alle diese Arbeiten waren hochpolitisch, aber das Besondere an der Ausstellung war, dass Zylla die Betrachter aufforderte, direkt mit den Arbeiten zu interagieren, indem sie auf sie schrieben und zeichneten. Der partizipatorische Charakter dieser Aufhebung der traditionellen Barrieren zwischen Kunstwerken und Betrachtern in einem Ausstellungsraum führte zu einer aktivistischen Kunst, die in dieser Periode der südafrikanischen Geschichte einen besonderen Nachhall hat. Zylla produzierte weiterhin Werke, die sich mit Umweltfragen, Globalisierung und anderen gesellschaftspolitischen Themen auseinandersetzen.

## Inter-action
Die Aktion fand am 5. Juni 1982 im Community Arts Project (CAP) in Kapstadt, Südafrika, statt. Manfred Zylla war der Erfinder des Projekts, das „Inter-Action“ zwischen dem Künstler und dem städtischen Rezipienten genannt wurde. Es begann damit, dass Zylla über einen Zeitraum von acht Monaten überdimensionale Bleistiftzeichnungen von bis zu 3 × 2 Metern anfertigte. Klassische südafrikanische Charaktere und Szenarien erschienen auf dem Papier – kräftige, Bier trinkende Männer beim Braai (dem traditionellen südafrikanischen Grillfest), grinsende, egoistische Geschäftsleute, Soldaten und kopflose, uniformierte Regierungsbeamte.
Während er an diesen Themen arbeitete, wusste er intuitiv, dass er sie irgendwie überwinden musste, vielleicht durch eine Art Zerstörung. Diese „Inter-Aktion“ fand in einer alten anglikanischen Kirche statt, die nach der Zerstörung von District Six, damals CAP genannt, übrig geblieben war. District Six war ein schwarzes Viertel mit viktorianischen Stadthäusern. In den 1970er Jahren beschloss die Regierung, das Viertel zu zerstören, um die farbige Bevölkerung aus der Stadt zu vertreiben.
Die übergroßen Zeichnungen wurden wie in einer traditionellen Ausstellung in einem professionellen Rahmen gezeigt. Manfred Zylla forderte die Besucher der Ausstellung zur Interaktion auf, was in diesem Fall bedeutete, dass sie die Zeichnungen auf ihre eigene persönliche Art und Weise übermalten. „Ich konnte diese Figuren nicht mehr sehen, also beschloss ich, sie für die „Inter-action“ zu verwenden. Die Veranstaltung war fantastisch; ich hatte eine Reggae-Band Roots, die hinter Gittern spielte. Wir hatten gutes Essen und keinen Alkohol. Die Leute fingen an zu tanzen und übermalten die Zeichnungen.“ Ein Video wurde von Marc Kaplan gedreht, der später des Landes verwiesen wurde.
Nach dem Ereignis kam das südafrikanische Fernsehen (zu spät), um die Bilder zu filmen und den Aktivisten zu interviewen, was jedoch nie im Fernsehen ausgestrahlt wurde. Zylla stellte mit Hilfe einiger Freunde selbst einen Katalog her. Das erste verkaufte Exemplar wurde der Polizei übergeben, und es wurde verboten. Im Laufe der Jahre bekam Manfred Zylla ernsthafte Schwierigkeiten, seine Kunstwerke zu retten. 1986 verließ er mit seiner Familie Kapstadt und 1987/88 wurde sein Werk (alle Zeichnungen) der Iziko South African National Gallery geschenkt.

## Ausstellungen (Auswahl)
1965: Erste Einzelausstellung in Ulm. 
1981: Exhibition of South African Art, National Gallery, Gaborone, Botswana. 
1982: Inter-action, Community Arts Project, Kapstadt. 
1985: Tributaries, Wanderausstellung durch Südafrika und Deutschland. 
2004: Einzelausstellung, Gallery Momo, Johannesburg. 